# Selnes
Selnes est une localité du comté de Troms, en Norvège.

## Géographie
Administrativement, Selnes fait partie de la kommune de Gratangen.